# St. Petrus (Wörmlitz)

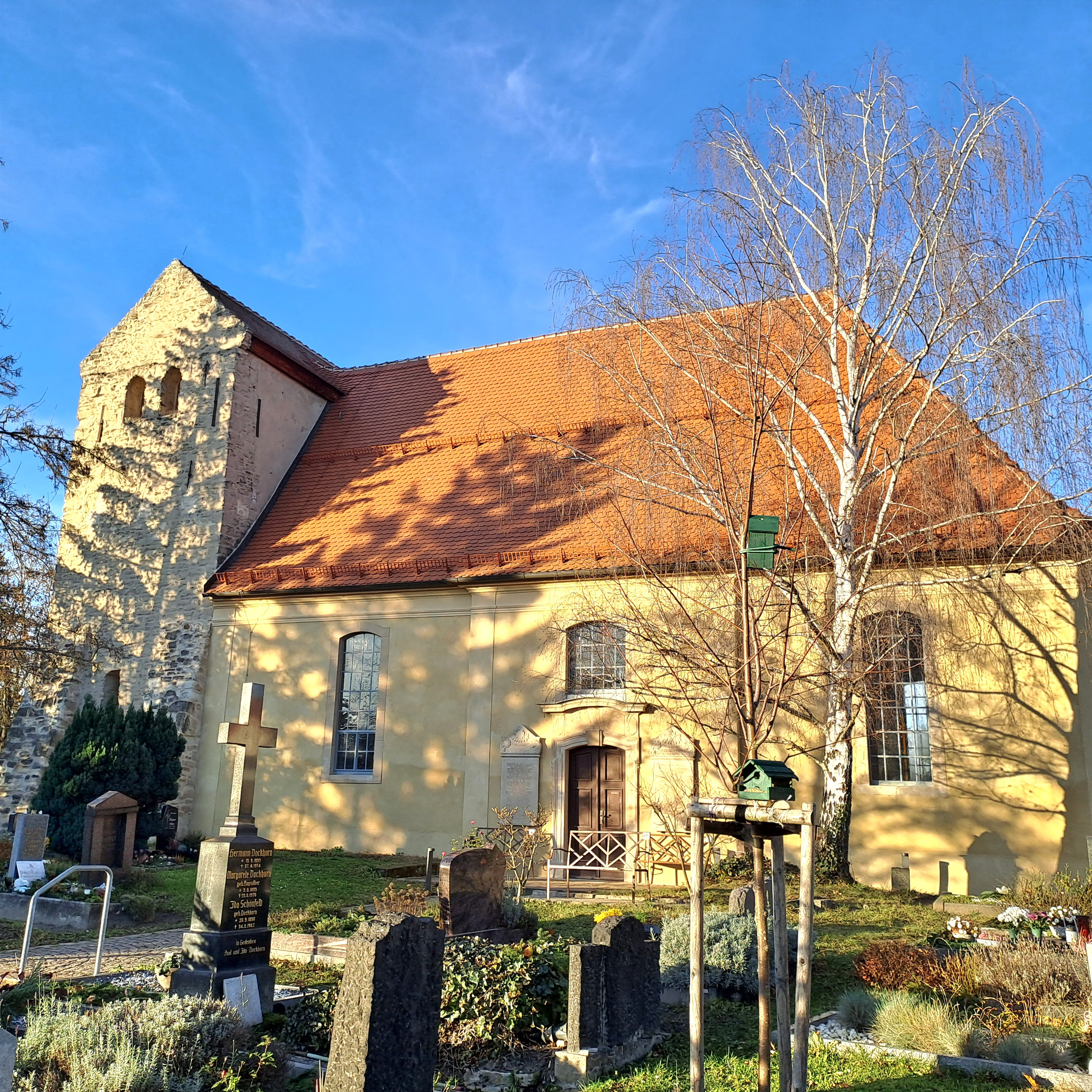
St. Petrus, Südseite, 2024

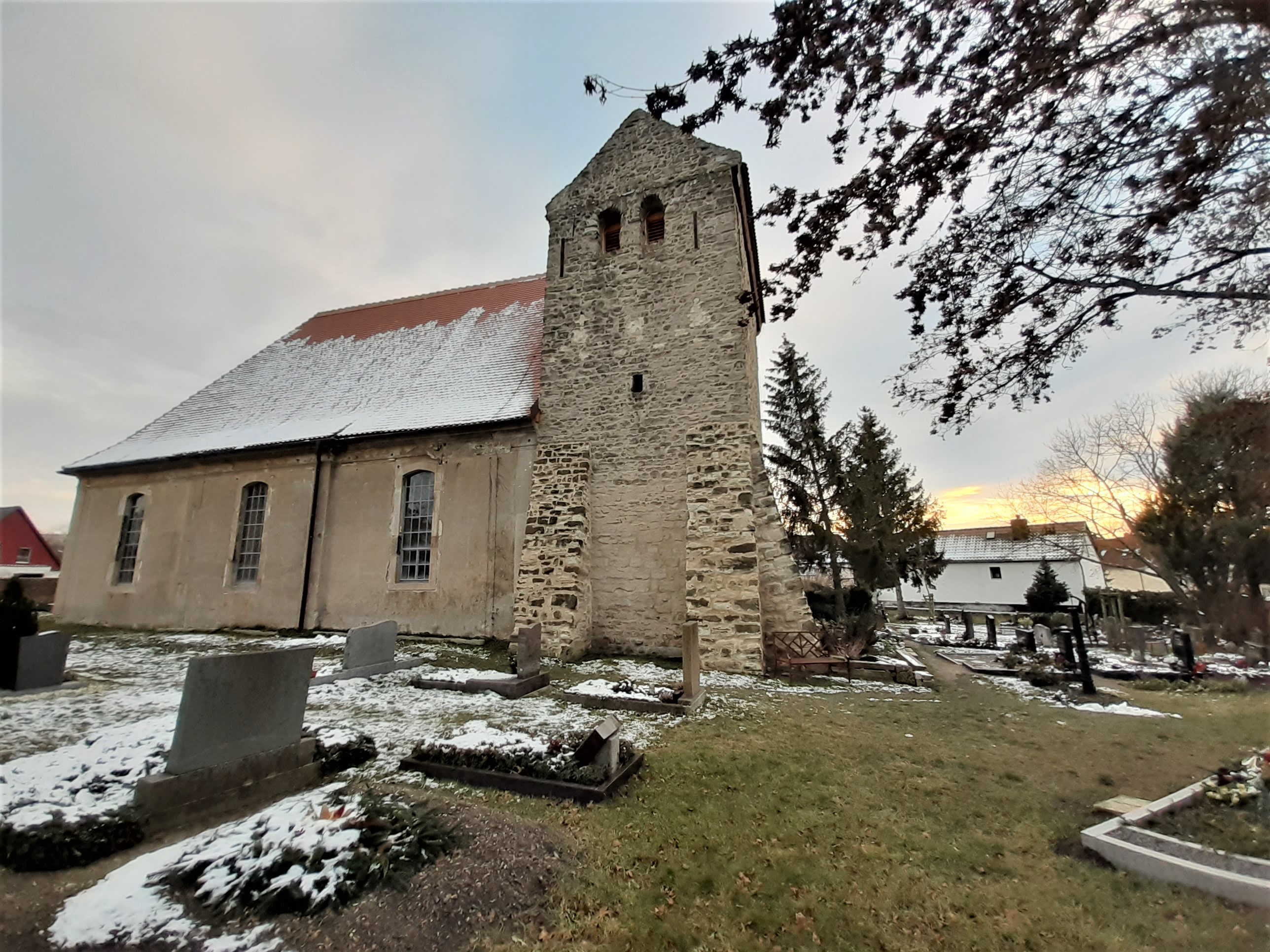
St. Petrus von Norden, 2021

Die Kirche St. Petrus befindet sich im ehemaligen Dorf Wörmlitz, heute zugehörig dem Stadtteil Böllberg/Wörmlitz  im Stadtbezirk Süd von Halle (Saale). Die Kirchengemeinde Wörmlitz-Böllberg gehört zum Kirchenkreis Halle-Saalkreis der Evangelischen Kirche in Mitteldeutschland.
Im Denkmalverzeichnis der Stadt Halle ist die Kirche unter der Erfassungsnummer 094 05136  verzeichnet.

## Bauwerk und Geschichte
Die Kirche stammt ursprünglich aus dem 12. Jahrhundert und wurde im romanischen Stil errichtet. Die erste urkundliche Erwähnung datiert aus dem Jahr 1184. Von diesem Ursprungsbau ist heute noch der Westquerturm erhalten. Mitte des 18. Jahrhunderts wurde sie in barockem Stil wesentlich umgebaut. Dabei wurde das Kirchenschiff verlängert. 1856/57 wurde eine dreiseitige Empore eingebaut. 1967 vernichtete ein Brand das Innere der Kirche bis auf die steinernen Teile des Altars, den Taufstein und das Epitaph an der Nordwand vollständig. Der Wiederaufbau erfolgt schrittweise seit 1994. Es wurde der Turm saniert, das Dach neu gedeckt, Fenster im barocken Stil eingebaut und das barocke Tonnengewölbe wieder eingezogen (Stand 2015).
Die Kirche ist von einem Friedhof umgeben. Rechts und links des Eingangs sind Erinnerungstafeln an die Gefallenen des Ersten Weltkrieges aus der Ortschaft Wörmlitz angebracht. Der Organist und Komponist Samuel Scheidt wurde in der Kirche getraut.
St. Petrus liegt am Saale-Radweg und gehört zu den Radfahrerkirchen in Sachsen-Anhalt. Die Kirche wird für Gottesdienste und kulturelle Veranstaltungen genutzt.

## Orgel

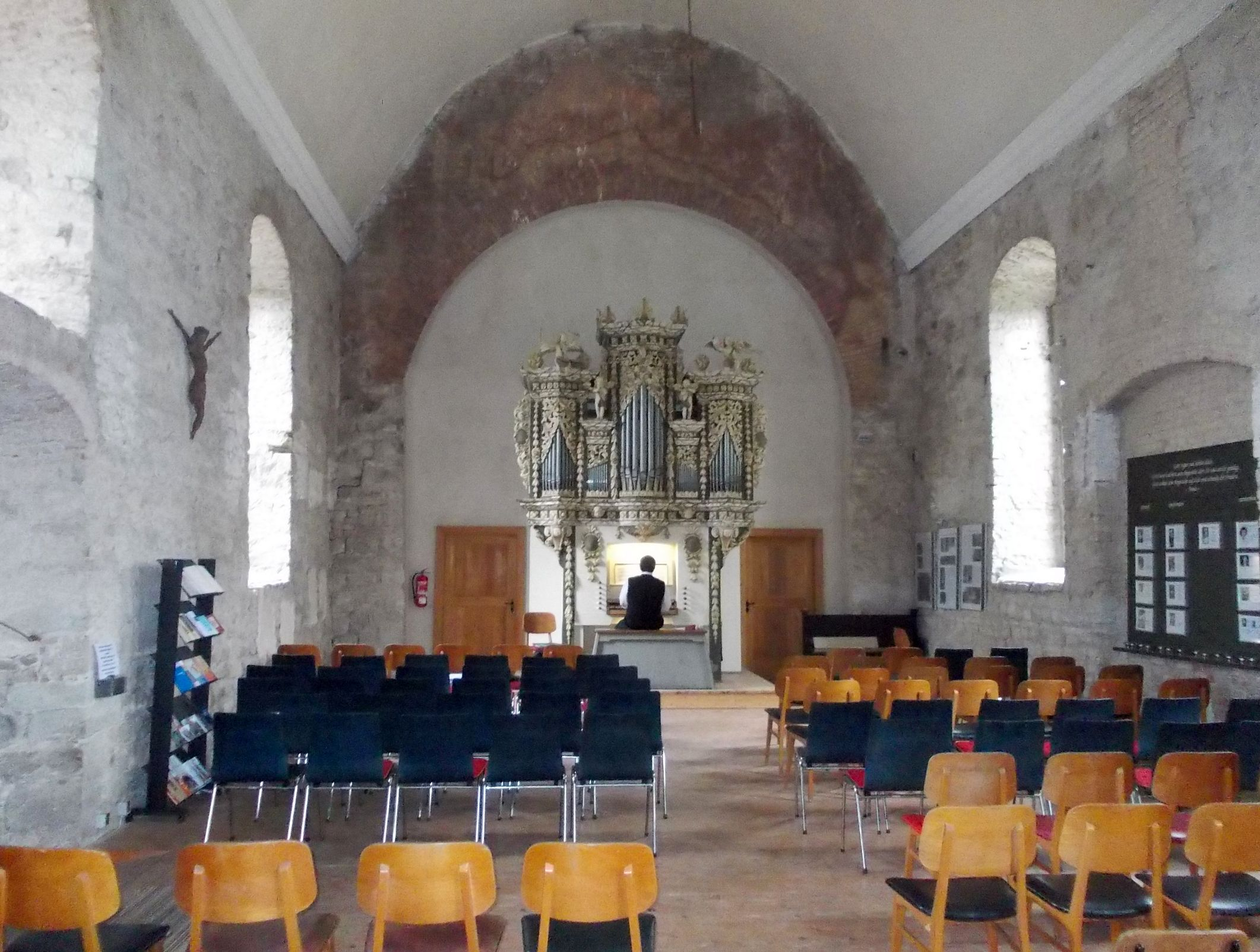
Innenansicht mit der Orgel, 2014

Die Kirche besaß eine Rühlmannorgel aus dem Jahr 1938, die jedoch beim Brand der Kirche zerstört wurde. 2011 wurde wieder eine barocke Orgel eingebaut. Es handelt sich um ein Instrument, das ursprünglich aus einer Kirche in Battgendorf bei Kölleda stammt. Von dort wurde sie 1960 in die Barfüßerkirche in Erfurt umgesetzt und bekam ein neues Werk.  Schließlich kam die Orgel  nach Wörmlitz. Sie besitzt zehn Register auf zwei Manualen und Pedal und rund 700 Pfeifen.